# Alan Minter
Alan Minter (Londres, 17 de agosto de 1951 - 9 de septiembre de 2020) fue un boxeador británico que obtuvo el título lineal de peso mediano.

## Carrera amateur
Minter se consagró en 1971 como campeón de peso mediano de la Asociación de Boxeo Amateur de Inglaterra. Ganó la medalla de bronce en las Olimpiadas de Múnich de 1972.

### Resultados olímpicos
- Triunfo frente a Reggie Ford (Guyana) KO 2.
- Triunfo frente a Valeri Tregubov (Unión Soviética) 5-0.
- Triunfo frente a Loucif Hamani (Argelia) 4-1.
- Derrota frente a Dieter Kottysch (Alemania Federal) 2-3.

## Carrera profesional
Inicio su carrera profesional en Londres el 31 de octubre de 1972, en una pelea ante Maurice Thomas que ganó por KO en seis asaltos. Ganó sus cuatro siguientes peleas por nocaut y, en 1973, frente a Pat Dwyer, llegó a una definición por puntos por primera vez, después de ocho asaltos en la capital inglesa. Luego ganó sus siguientes cinco peleas, tres por nocaut, antes de perder por primera vez frente a Don McMillan después de que el árbitro parara la pelea en el octavo round debido a los cortes en su rostro. Ganó dos peleas más antes de ser derrotado, dos veces consecutivas, por Jan Magziarz.
En 1974 Minter derrotó Tony Byrne por puntos en ocho, perdió ante Ricky Torres, tras que el árbitro parara la pelea en el segundo frente Ricky Torres (otra vez en cortes), una tercera pelea pelea frente a Magziarz que terminó sin decisión y cerró el año con un triunfo en su primera pelea internacional contra Shako Mamba en Hamburgo.
En 1975 ganó cuatro peleas en forma consecutiva, incluyendo otra internacional en Hamburgo y, al finalizar el año, obtuvo el título mediano de Reino Unido al vencer a Kevin Finnegan por puntos en 15 asaltos. En 1976 gana los seis combates disputados, extendiendo su racha de triunfos a diez peleas consecutivas. Entre los boxeadores vencidos se encuentran Billy Caballero tras un nocaut en dos asaltos y Finnegan, una vez más, por decisión en 15, ambos en defensa de su título británico. También venció a Tony Licata, noqueado en seis y al oro olímpico Ray Seales, vencido en cinco. Estos triunfos llevaron a Minter a ubicarse entre los diez mejores peso mediano del mundo.
En 1977,  obtuvo el título mediano europeo tras noquear en cinco asaltos a Germano Valsecchi, en Italia. Pero su racha ganadora se detendría al perder por un KO 8 con Ronnie Harris. Minter regresó al listado de los mejores retadores medianos al vencer por puntos al ex campeón mundial Emile Griffith en Monte Carlo, pero finalmente perdería su título europeo frente a Gratien Tonna tras un nocaut en ocho en Milán. Cerró el año con una tercera pelea ante Finnegan, que ganaría por puntos, para retener el título británico.
El 15 de febrero de 1978 realiza su primer combate en Estados Unidos, como semifondo de Muhammad Ali–Leon Spinks, en Las Vegas, noqueando a Sandy Torres en el quinto round. Luego venció en Italia a Angelo Jacopucci en doce asaltos, recuperando el título europeo. Pero Jacopucci murió días después debido al daño que le produjeron los golpes. Finalmente terminó el año con la revancha frente a Tonna, esta vez noqueándolo en el sexto round.
En 1979, Minter ganó las cuatro peleas que realizó, dos de ellas por nocaut. El 16 de marzo de 1980, en Las Vegas, tuvo una oportunidad por el título mundial frente a Vito Antuofermo en el Caesars Palace. Se coronó campeón tras vencer por puntos tras quince asaltos, y en la revancha volvió a ganar por TKO 8. Pero la racha le duraría poco tiempo, ya que el 27 de septiembre perdería el título frente a Marvin Hagler en Londres. Tras la pelea simpatizantes de Minter realizaron disturbios, arrojando cosas al ring. Antes de la pelea el británico había declarado "Ningún negro va a sacarme el título.
Minter volvió al ring venciendo a Ernie Singletary en Londres, en 1981, pero después de perder frente Mustafa Hamsho y Tony Sibson finalmente se retiró.
Falleció el 10 de septiembre de 2020 a los 69 años tras padecer cáncer.

## Récord profesional
| 39 ganadas (23 KO), 9 perdidas (8 KO), 1 No Contest |         |                         |      |       |                          |                                                          |                                                                                             |
| Resultado                                           | Récord  | Oponente                | Tipo | Round | Fecha                    | Lugar                                                    | Notas                                                                                       |
| G                                                   | 15–15–4 | Maurice Thomas          | TKO  | 6     | 31 de octubre de 1972    | Royal Albert Hall, Kensington, Londres, Reino Unido      |                                                                                             |
| G                                                   | 7–5–1   | John "Dean" Lowe        | TKO  | 3     | 14 de noviembre de 1972  | Empire Pool, Wembley, Londres, Reino Unido               |                                                                                             |
| G                                                   | 12–9–4  | Anton Schnedl           | TKO  | 7     | 5 de diciembre de 1972   | Royal Albert Hall, Kensington, Londres, Reino Unido      |                                                                                             |
| G                                                   | 20–12–4 | Ronnie Hough            | TKO  | 5     | 11 de diciembre de 1972  | Hilton Hotel, mayofair, Londres, Reino Unido             |                                                                                             |
| G                                                   | 10–7–1  | Mike "Lawman" McCluskie | KO   | 5     | 8 de enero de 1973       | Hotel Piccadilly, Mánchester, Reino Unido                |                                                                                             |
| G                                                   | 34–9–2  | Pat "O" Dwyer           | PTS  | 8     | 16 de enero de 1973      | Royal Albert Hall, Kensington, Londres, Reino Unido      | 40–38.5.                                                                                    |
| G                                                   | 8–6–2   | Pat Brogan              | TKO  | 7     | 30 de enero de 1973      | York Hall, Bethnal Green, Londres, Reino Unido           |                                                                                             |
| G                                                   | 3–7–3   | Gabe Bowens             | TKO  | 7     | 20 de febrero de 1973    | Royal Albert Hall, Kensington, Londres, Reino Unido      |                                                                                             |
| G                                                   | 39–32–6 | Harry Scott             | PTS  | 8     | 13 de marzo de 1973      | Empire Pool, Wembley, Londres, Reino Unido               | 39.75–39.                                                                                   |
| G                                                   | 19–12–3 | Frank "Forever" Young   | PTS  | 8     | 27 de marzo de 1973      | Royal Albert Hall, Kensington, Londres, Reino Unido      | 40–39.                                                                                      |
| G                                                   | 11–0–1  | George Aidoo            | TKO  | 5     | 9 de mayo de 1973        | York Hall, Bethnal Green, Londres, Reino Unido           |                                                                                             |
| D                                                   | 28–17–5 | "Scottish" Don McMillan | TKO  | 8     | 5 de junio de 1973       | Royal Albert Hall, Kensington, Londres, Reino Unido      | El árbitro detuvo la pelea a los 0:45 del octavo round.                                     |
| G                                                   | 3–0     | Octavio Romero          | PTS  | 8     | 10 de septiembre de 1973 | Empire Pool, Wembley, Londres, Reino Unido               | 80–77.5.                                                                                    |
| G                                                   | 10–19–1 | Ernie Burns             | TKO  | 5     | 2 de octubre de 1973     | Royal Albert Hall, Kensington, Londres, Reino Unido      |                                                                                             |
| D                                                   | 7–0–1   | Jan Magdziarz           | TKO  | 8     | 30 de octubre de 1973    | Royal Albert Hall, Kensington, Londres, Reino Unido      |                                                                                             |
| D                                                   | 8–0–1   | Jan Magdziarz           | TKO  | 6     | 11 de diciembre de 1973  | Royal Albert Hall, Kensington, Londres, Reino Unido      |                                                                                             |
| G                                                   | 4–1     | "English" Tony Byrne    | PTS  | 8     | 26 de marzo de 1974      | Royal Albert Hall, Kensington, Londres, Reino Unido      |                                                                                             |
| D                                                   | 23–24–2 | Ricky "Atlas" Ortiz     | TKO  | 2     | 21 de mayo de 1974       | Empire Pool, Wembley, Londres, Reino Unido               |                                                                                             |
| No Contest                                          | 10–2–1  | Jan Magdziarz           | NC   | 4     | 29 de octubre de 1974    | Royal Albert Hall, Kensington, Londres, Reino Unido      | Doble descalificación.                                                                      |
| G                                                   | 11–2–1  | Shako Mamba             | PTS  | 8     | 30 de noviembre de 1974  | Múnich, Alemania                                         |                                                                                             |
| G                                                   | 10–2–1  | "Scottish" Henry Cooper | KO   | 1     | 20 de enero de 1975      | Hilton Hotel, mayofair, Londres, Reino Unido             |                                                                                             |
| G                                                   | 6–2     | Tony "The Tiger" Allen  | PTS  | 8     | 10 de febrero de 1975    | Hilton Hotel, mayofair, Londres, Reino Unido             | 79.5–77.                                                                                    |
| G                                                   | 16–1–1  | Larry "Apostle" Paul    | PTS  | 10    | 25 de marzo de 1975      | Royal Albert Hall, Kensington, Londres, Reino Unido      | 98.5–98.                                                                                    |
| G                                                   | 6–1–1   | Peter Wulf              | KO   | 6     | 30 de mayo de 1975       | Hamburg, Alemania                                        |                                                                                             |
| G                                                   | 24–3    | Kevin Finnegan          | PTS  | 15    | 4 de noviembre de 1975   | Empire Pool, Wembley, Londres, Reino Unido               | BBBofC título mediano británico.                                                            |
| G                                                   | 17–7–6  | Trevor "Saint" Francis  | TKO  | 8     | 20 de enero de 1976      | Royal Albert Hall, Kensington, Londres, Reino Unido      |                                                                                             |
| G                                                   | 14–1    | Billy "White" Knight    | TKO  | 2     | 27 de abril de 1976      | Royal Albert Hall, Kensington, Londres, Reino Unido      | BBBofC título mediano británico.                                                            |
| G                                                   | 25–6–3  | Frank Reiche            | TKO  | 8     | 24 de mayo de 1976       | Olympiahalle, Múnich, Alemania                           |                                                                                             |
| G                                                   | 27–4    | Kevin Finnegan          | PTS  | 15    | 14 de septiembre de 1976 | Royal Albert Hall, Kensington, Londres, Reino Unido      | BBBofC título mediano británico.                                                            |
| G                                                   | 54–4–3  | Tony Licata             | TKO  | 6     | 9 de noviembre de 1976   | Empire Pool, Wembley, Londres, Reino Unido               | El árbitro detuvo la pelea a los 1:30 del sexto round.                                      |
| G                                                   | 31–2–1  | Sugar Ray Seales        | TKO  | 5     | 7 de diciembre de 1976   | Royal Albert Hall, Kensington, Londres, Reino Unido      |                                                                                             |
| G                                                   | 40–5–1  | Germano Valsecchi       | KO   | 5     | 4 de febrero de 1977     | Palazzo Dello Sport, Milan, Italia                       | EBU título mediano.                                                                         |
| D                                                   | 23–0    | Ronnie "Mazel" Harris   | TKO  | 8     | 12 de abril de 1977      | Royal Albert Hall, Kensington, Londres, Reino Unido      | El árbitro detuvo la pelea a los 3:00 del octavo round.                                     |
| G                                                   | 85–23–2 | Emile Griffith          | PTS  | 10    | 30 de julio de 1977      | Stade Louis II, Monte Carlo, Monaco                      |                                                                                             |
| D                                                   | 42–5    | Gratien Tonna           | TKO  | 8     | 21 de septiembre de 1977 | Palazzo Dello Sport, Milan, Italia                       | EBU título mediano. El árbitro detuvo la pelea a los 1:10 del octavo round.                 |
| G                                                   | 31–5    | Kevin Finnegan          | PTS  | 15    | 8 de noviembre de 1977   | Empire Pool, Wembley, Londres, Reino Unido               | BBBofC título mediano británico. 144–143.                                                   |
| G                                                   | 25–8–4  | Sandy Torres            | KO   | 5     | 15 de febrero de 1978    | Las Vegas Hilton, Las Vegas, Nevada, Estados Unidos      | Torres fue noqueado a los 1:57 del quinto round.                                            |
| G                                                   | 33–2    | Angelo Jacopucci        | KO   | 12    | 19 de julio de 1978      | Bellaria Municipal Stadium, Bellaria, Italia             | EBU título mediano. Jacopucci murió después de la pelea por las heridas.                    |
| G                                                   | 43–6    | Gratien Tonna           | TKO  | 6     | 7 de noviembre de 1978   | Empire Pool, Wembley, Londres, Reino Unido               | EBU título mediano.                                                                         |
| G                                                   | 35–9–1  | Rudy Robles             | PTS  | 10    | 6 de febrero de 1979     | Wembley Conference Centre, Wembley, Londres, Reino Unido | 100–95.                                                                                     |
| G                                                   | 38–13–1 | Renato Garcia           | TKO  | 9     | 1 de mayo de 1979        | Empire Pool, Wembley, Londres, Reino Unido               |                                                                                             |
| G                                                   | 35–8    | Monty Betham            | TKO  | 2     | 26 de junio de 1979      | Empire Pool, Wembley, Londres, Reino Unido               | El árbitro detuvo la pelea a los 1:05 del segundo round.                                    |
| G                                                   | 24–4    | Doug Demmings           | PTS  | 10    | 23 de octubre de 1979    | Wembley Conference Centre, Wembley, Londres, Reino Unido | 100–95.                                                                                     |
| G                                                   | 45–3–2  | Vito Antuofermo         | SD   | 15    | 16 de marzo de 1980      | Caesars Palace, Las Vegas, Nevada, Estados Unidos        | WBA/WBC títulos mundiales medianos. 144–141, 149–137, 143–145.                              |
| G                                                   | 45–4–2  | Vito Antuofermo         | TKO  | 8     | 28 de junio de 1980      | Empire Pool, Wembley, Londres, Reino Unido               | WBA/WBC títulos mundiales medianos.                                                         |
| D                                                   | 49–2–2  | Marvin Hagler           | TKO  | 3     | 27 de septiembre de 1980 | Wembley Arena, Wembley, Londres, Reino Unido             | WBA/WBC títulos mundiales medianos. El árbitro detuvo la pelea a los 1:45 del tercer round. |
| G                                                   | 24–1    | Ernie Singletary        | PTS  | 10    | 17 de marzo de 1981      | Wembley Arena, Wembley, Londres, Reino Unido             | 100–95.5.                                                                                   |
| D                                                   | 31–1–2  | Mustafa Hamsho          | SD   | 10    | 6 de junio de 1981       | Caesars Palace, Las Vegas, Nevada, Estados Unidos        | 93–97, 93–97, 96–94.                                                                        |
| D                                                   | 42–3–1  | Tony Sibson             | TKO  | 3     | 15 de septiembre de 1981 | Wembley Arena, Wembley, Londres, Reino Unido             | EBU título mediano. El árbitro detuvo la pelea a los 1:59 del tercer round.                 |